# ربیت هش (کنتاکی)
ربیت هش (به انگلیسی: Rabbit Hash) یک منطقهٔ مسکونی در ایالات متحده آمریکا است که در شهرستان بون، کنتاکی واقع شده‌است. ربیت هش ۱۸٫۰ کیلومتر مربع مساحت و ۳۱۵ نفر جمعیت دارد.